# Virgule d'Avignon
La Virgule d'Avignon, dont le nom officiel est raccordement de la Courtine est une voie ferrée qui permet de relier la gare d'Avignon-Centre à la gare d'Avignon TGV en Vaucluse, en région Provence-Alpes-Côte d'Azur.
Elle constitue la ligne 830 359 du réseau ferré national.

## Tracé
Officiellement, le raccordement débute au PK 743,7 de la ligne de Paris-Lyon à Marseille-Saint-Charles, quelques kilomètres au sud de la gare d'Avignon-Centre. Il se termine en gare d'Avignon TGV, au PK 745,252.

Plan du raccordement

## Historique
La ligne est mise en service le 15 décembre 2013 pour les voyageurs et inaugurée le 27 janvier 2014.
Sur les 1,5 km du tracé, un kilomètre a dû être construit pour permettre la liaison ferrée entre les deux gares, le reste ayant consisté à reprendre le tracé des voies de la ligne existante de Paris à Marseille.

## Infrastructure
Le raccordement possède une voie unique et est électrifié en 1500 V continu. Il est raccordé aux voies 1, C et 2 de la ligne Paris-Marseille puis emprunte un souterrain qui permet de passer au-dessous des voies 2 et C de cette dernière. Côté gare TGV, il se dédouble en deux voies, permettant d'avoir deux voies à quai, sans qu'il y ait de raccordement à la LGV Méditerranée.
La sécurité des circulations des trains est assurée par du block automatique lumineux (BAL) ce qui fait que le raccordement est soumis au régime d'exploitation de la voie banalisée.

### Vitesse limite
En 2013, la vitesse limite autorisée est de 60 km/h sur ce raccordement.

## Exploitation
La desserte de la ligne s'effectue à raison de 35 allers-retours par jour du lundi au vendredi (soit 1 train par heure et par sens dans la journée, 3 trains par heure et par sens en heure de pointe du matin et du soir), 30 allers-retours les samedis et dimanches. Certains des trains continuent ou proviennent de Marseille via Miramas en empruntant la ligne de Paris-Lyon à Marseille-Saint-Charles. A l'ouverture de la ligne, 2000 voyageurs par jour étaient attendus.